# Kärrtyrann
Kärrtyrann (Arundinicola leucocephala) är en fågel i familjen tyranner inom ordningen tättingar.

## Utseende och läte
Kärrtyrannen är en liten tyrann. Hanen är unikt svarta med vitt huvud, medan honan är gråbrun ovan och ljus under, med vitt enbart på panna och strupe. Fågeln är mestadels tystlåten.

## Utbredning och systematik
Fågeln förekommer från Colombia till Guyanaregionen, södra Brasilien och norra Argentina samt på Trinidad. Den placeras som enda art i släktet Arundinicola och behandlas som monotypisk, det vill säga att den inte delas in i några underarter.

## Levnadssätt
Kärrtyrannen hittas som namnet avslöjar i blöta områden, som sjöar, dammar och våtmarker. Där ses den ofta sitta väl synligt. 

## Status
Arten har ett stort utbredningsområde och beståndet anses vara stabilt. Internationella naturvårdsunionen IUCN listar den därför som livskraftig (LC).